# Hermann Kirchberger

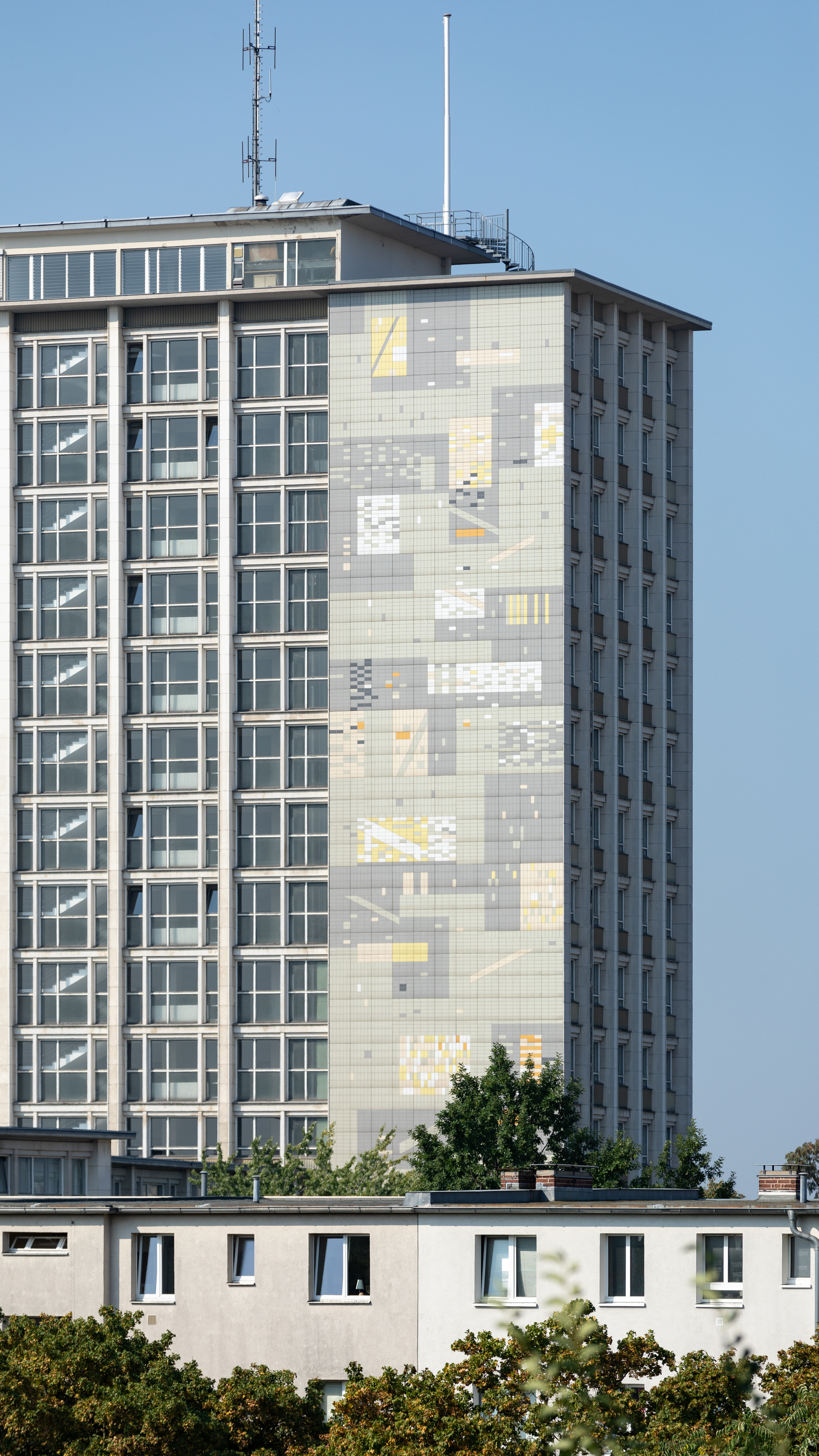
Senatsverwaltung für Bau- und Wohnungswesen, Berlin (1954–56) mit Mosaik von Kirchberger

Hermann Kirchberger (* 16. Dezember 1905 in Berlin als Hermann Emil Barkow; † 4. Dezember 1983 in Berlin) war ein deutscher Künstler und gilt als ein Maler der sogenannten „Verschollenen Generation“.

## Leben
Hermann Kirchberger wurde als unehelicher Sohn der Marie Barkow in der Oranienstraße 110 in der Luisenstadt geboren. 1910 wurde er vom Ehepaar Kirchberger adoptiert, er hatte drei jüngere Brüder, darunter den deutschamerikanischen Sachbuchautor Joe H. Kirchberger. Er besuchte die Zehlendorfer Realschule und danach von 1919 bis 1920 die Odenwaldschule Heppenheim. Darauf anschließend folgte eine Glasmalerlehre bei Adolph Eckhardt in Berlin. Von 1925 bis 1933 studierte er an den Vereinigten Staatsschulen für Freie und Angewandte Kunst Berlin, zuletzt als Meisterschüler von Emil Rudolf Weiß. Danach folgte ein Jahr als Mitarbeiter im Atelier für dekorative Malereien von Bruno Paul in Berlin.
1932 heiratete Kirchberger die Künstlerin Eva Hauser. Als Meisterschüler von Ernst Pfannschmidt an der Preußischen Akademie der Künste schloss er sein Studium ab. 1933 wurde er obligatorisch der Mitglied der Reichskammer der bildenden Künste. Es ist jedoch nur seine Teilnahme  an der Ausstellung „Deutsche Wandmalerei der Gegenwart“ in Karlsruhe 1936 bekannt.
1936 wurde sein Sohn Stefan geboren. Von 1940 bis 1942 nahm Kirchberger als Soldat der Wehrmacht am Zweiten Weltkrieg teil. 1943 wurde er wegen seines jüdischen Adoptivvaters aus der Wehrmacht als „wehrunwürdig“ entlassen. Von 1944 bis 1945 war er durch die Organisation Todt in einem Arbeitslager für „jüdische Mischlinge“ in Zerbst interniert.
Nach dem Ende des NS-Staats fand er eine Anstellung als Leiter der Emailwerkstatt und Dozent für Emailmalerei an der Hochschule für Bildende Künste Berlin. Danach folgte 1946 die Ernennung zum Professor für Wandmalerei an der Hochschule für Baukunst und Bildende Künste Weimar. Einer seiner Schüler war Heinz Tetzner. Kirchberger gestaltete u. a. vier Mosaiksäulen und ein großes Wandbild im Deutschen Nationaltheater, Weimar. Seine Arbeiten wurden als formalistisch angegriffen, so dass er das Amt 1951 aufgeben musste und zurück nach West-Berlin ging. Das Weimarer Wandbild wurde deshalb ebenfalls als „formalistisch“ kritisiert und im Juli 1950 abgenommen. Es wurde erst 2003 auf einem Dachboden des Erfurter Angermuseums wiedergefunden. Seit dem 19. Dezember 2003 hängt es wieder – in Weimar (Weimarhalle).
Nachdem Hermann Kirchberger bereits einige Jahre von seiner ersten Frau getrennt gelebt hatte, heiratete er 1958 die Künstlerin Becky Sandstede. 1960 hatte er seine erste Einzelausstellung von Gemälden und Grafiken in Bonn. Kirchberger hat auch viele Kirchenfenster gestaltet: In Erfurt ein Fenster im Westflügel der Augustinerkirche, in Berlin u. a. die Fenster im Foyer des Rathauses Schöneberg, ein Fenster in der St.-Annen-Kirche in Berlin-Dahlem und die Fenster der Paulus-Kirche in Berlin-Lichterfelde. Auch das Mosaik an der Fassade der Senatsverwaltung für Stadtentwicklung in der Württembergischen Straße in Wilmersdorf stammt von ihm. Seine letzte Arbeit waren die Fenster für das Foyer des St.-Josephs-Krankenhauses in Berlin-Tempelhof. Hermann Kirchberger starb am 4. Dezember 1983 in Berlin und wurde auf dem Waldfriedhof in Dahlem beerdigt.

## Preise
- 1957: Preis der „Freunde der Bildenden Kunst“ (Berlin) für sein Gemälde „Gefangener Vogel“
- 1960: Preis der Großen Berliner Kunstausstellung